# Timroy Allen
Timroy Patrick Allen (Cornwall - 22 de janeiro de 1987 ) é um jogador de críquete jamaicano, naturalizado americano.
Timroy é jogador da Seleção de Críquete dos Estados Unidos.